# Проекция (геометрия)
Прое́кция (лат. projectio — «выбрасывание вперёд») — это:
1. изображение трёхмерной фигуры на так называемой картинной (проекционной) плоскости способом, представляющим собой геометрическую идеализацию оптических механизмов зрения, фотографии, камеры-обскуры. Термин проекция в этом контексте также означает метод построения такого изображения и технические приёмы, в основе которых лежит этот метод. Широко применяется в инженерной графике, архитектуре, живописи и картографии. Изучением методов построения проекций как инженерная дисциплина занимается начертательная геометрия;
2. обобщение проекции в первом её смысле (точнее, обобщение её разновидности — параллельной проекции) для отображения точек, фигур, векторов пространства любой размерности на его подпространство любой размерности: например, кроме проекции точек трёхмерного пространства на плоскость, может быть проекция точек трёхмерного пространства на прямую, точек плоскости на прямую, точек 7-мерного пространства на его 4-мерное подпространство и т. п., а также проекция вектора на любое подпространство исходного пространства, в особенности на прямую или на направление вектора (с последним связано определение скалярного произведения в евклидовом пространстве). Проекция в этом смысле находит широкое применение в отношении векторов (как в элементарном контексте, так и в абстрактном), при использовании декартовых координат и т. п.

## Общее определение
Отображение {\displaystyle P\colon A\to A} пространства {\displaystyle A} в себя называется проекцией, если это отображение является идемпотентным, то есть его композиция с самим собой равна {\displaystyle P\colon } {\displaystyle P\circ P=P} или {\displaystyle P(P(a))=P(a)} для всех {\displaystyle a\in A}.

## Проекция из трёхмерного пространства на плоскость
Проекционный метод изображения предметов основан на их зрительном представлении. Если соединить все точки предмета прямыми линиями (проекционными лучами) с постоянной точкой О (центр проекции), в которой предполагается глаз наблюдателя, то на пересечении этих лучей с какой-либо плоскостью получается проекция всех точек предмета. Таким образом получаем на плоскости перспективное изображение предмета, или центральную проекцию.
Если центр проекции бесконечно удалён от картинной плоскости, то говорят о параллельной проекции; при этом если проекционные лучи падают перпендикулярно к плоскости — то об ортогональной проекции, а если наклонно — о косоугольной.
Если плоскость проекции не параллельна ни одной из координатных плоскостей прямоугольной системы — это аксонометрическая проекция.
- Для любой из этих проекций отрезок прямой переходит в отрезок прямой (а в вырожденном случае, когда отрезок лежит на проекционном луче, — в точку); прямая может перейти в прямую или в луч. Это свойство заметно упрощает приложение проекции в изобразительных целях, особенно в техническом черчении, когда объект содержит много прямолинейных элементов: достаточно спроецировать концы отрезков и соединить их на чертеже прямыми.
- Эллипс или окружность переходят в эллипс (в вырожденном случае — в отрезок или окружность).

## Проекция из произвольного пространства на его подпространство
Проекция в этом смысле (упомянутая во введении в пункте 2) — широко применяется в линейной алгебре (подробнее, см.: Проекция (линейная алгебра)), но на практике не только в достаточно абстрактных контекстах, но и при работе с векторами любой природы, размерности и степени абстракции, и даже в элементарной геометрии, а также — очень широко — при использовании прямолинейных координат (как прямоугольных, так и аффинных).
Отдельно следует упомянуть проекцию точки на прямую и проекцию вектора на прямую (на направление).

### Ортогональная проекция на прямую и на направление
Чаще всего используется ортогональная проекция.
Термин проекция в этом смысле употребляется и в отношении самой операции проецирования, и в отношении её результата (при операции проецирования на прямую образы точки, вектора, множества точек называются проекцией точки, вектора, множества точек на эту прямую).
Элементарное описание ортогональной проекции точки на прямую сводится к тому, что из точки на прямую следует опустить перпендикуляр, и его пересечение с прямой даст образ точки (проекцию точки на эту прямую). Это определение работает и на плоскости, и в трёхмерном пространстве, и в пространстве любой размерности.
Элементарное определение проекции вектора на прямую легче всего дать, представив вектор направленным отрезком. Тогда на прямую можно спроецировать его начало и его конец, и направленный отрезок от проекции начала к проекции конца исходного вектора даст его проекцию на прямую.
Проекцией вектора на некоторое направление обычно называют число, совпадающее по абсолютной величине с длиной проекции этого вектора на прямую, определяющую это направление; знак же числа выбирается так, что оно считается положительным, когда направление этой проекции совпадает с данным направлением, и отрицательным, когда направление противоположно.
- Последнее определение очень просто заменить на эквивалентное с использованием скалярного произведения: если направление задаётся единичным вектором e, то проекция любого вектора a на это направление равно скалярному произведению a•e.
- Это же можно переписать {\displaystyle |\mathbf {a} |\mathrm {cos} \ \alpha }, где {\displaystyle |\mathbf {a} |} — длина вектора {\displaystyle \mathbf {a} }, {\displaystyle \alpha } — угол между вектором {\displaystyle \mathbf {a} } и направлением, на которое ищется проекция.

### Неортогональная проекция на прямую и на направление
Неортогональная проекция используется реже, к тому же даже при фактическом использовании операции неортогонального проецирования, само слово проекция не всегда используется, особенно в элементарных контекстах.
Проще всего неортогональную проекцию на прямую можно задать, задав саму эту прямую и плоскость (в двумерном случае — вместо плоскости другую прямую, в случае n-мерного пространства — гиперплоскость размерности (n-1)), пересекающую прямую. Проекция точки определяется как пересечение плоскости (гиперплоскости), содержащей эту точку и параллельную плоскости, задающей проекцию.
В случае, когда плоскость (гиперплоскость), задающая проекцию, ортогональна прямой, мы получаем ортогональную проекцию (это может быть её альтернативным определением). Поэтому собственно для неортогональной проекции надо потребовать, чтобы эта ортогональность отсутствовала.
Для неортогональной проекции вектора на прямую и на направление определения получаются, исходя из приведённого определения проекции точки, прямо аналогично тому, как это было описано в параграфе об ортогональной проекции.
- Надо, правда, иметь в виду, что по умолчанию под проекцией вектора на прямую или на направление понимается всё же ортогональная проекция.

Тем не менее понятие неортогонального проецирования может быть полезным (по крайней мере, если не бояться терминологической путаницы) для введения косоугольных координат и работы с ними (через них может быть в принципе довольно легко определено понятие координат точки и координат вектора в этом случае).

## Проекция точки на множество
Проекцией точки v на выпуклое множество X называют такую точку {\displaystyle p=p(v)} множества X, что
{\displaystyle \|p-v\|=\inf _{x\in X}\|x-v\|}